# Mercedes-Benz L 1113
Le Mercedes-Benz L 1113 est un camion moyen à deux essieux de la marque Mercedes-Benz construit par Daimler-Benz AG dans l'usine Mercedes-Benz de Mannheim. La production du véhicule, initialement connu sous le nom de L 322, a commencé en 1959 et il a été rebaptisé L 1113 en 1963. Le développement ultérieur du L322 a reçu la désignation de type L 358 et la désignation de vente L 1113 B. Le L 1113 B a commencé en 1968 et été produit jusqu'en 1984. Le L 1113 est disponible en tant que camion plateau ou à benne, avec ou sans transmission intégrale, ainsi qu'en tant que tracteur ou châssis pour carrosseries spéciales. Une variante à cabine sur moteur a également été construite sous le nom de LP 1113.

## Historique du véhicule

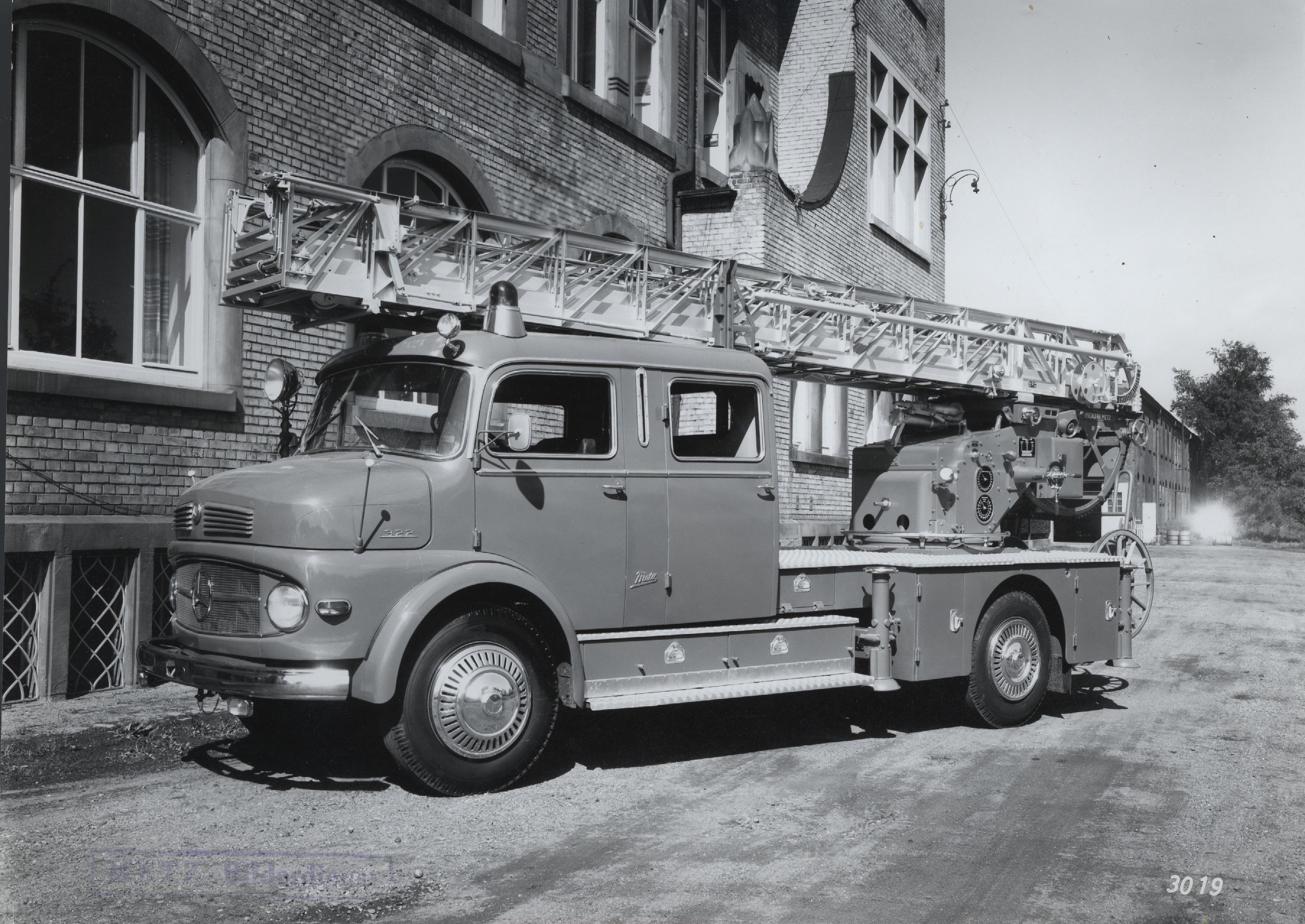
L 322 (1959–1963), clignotants à côté des phares.

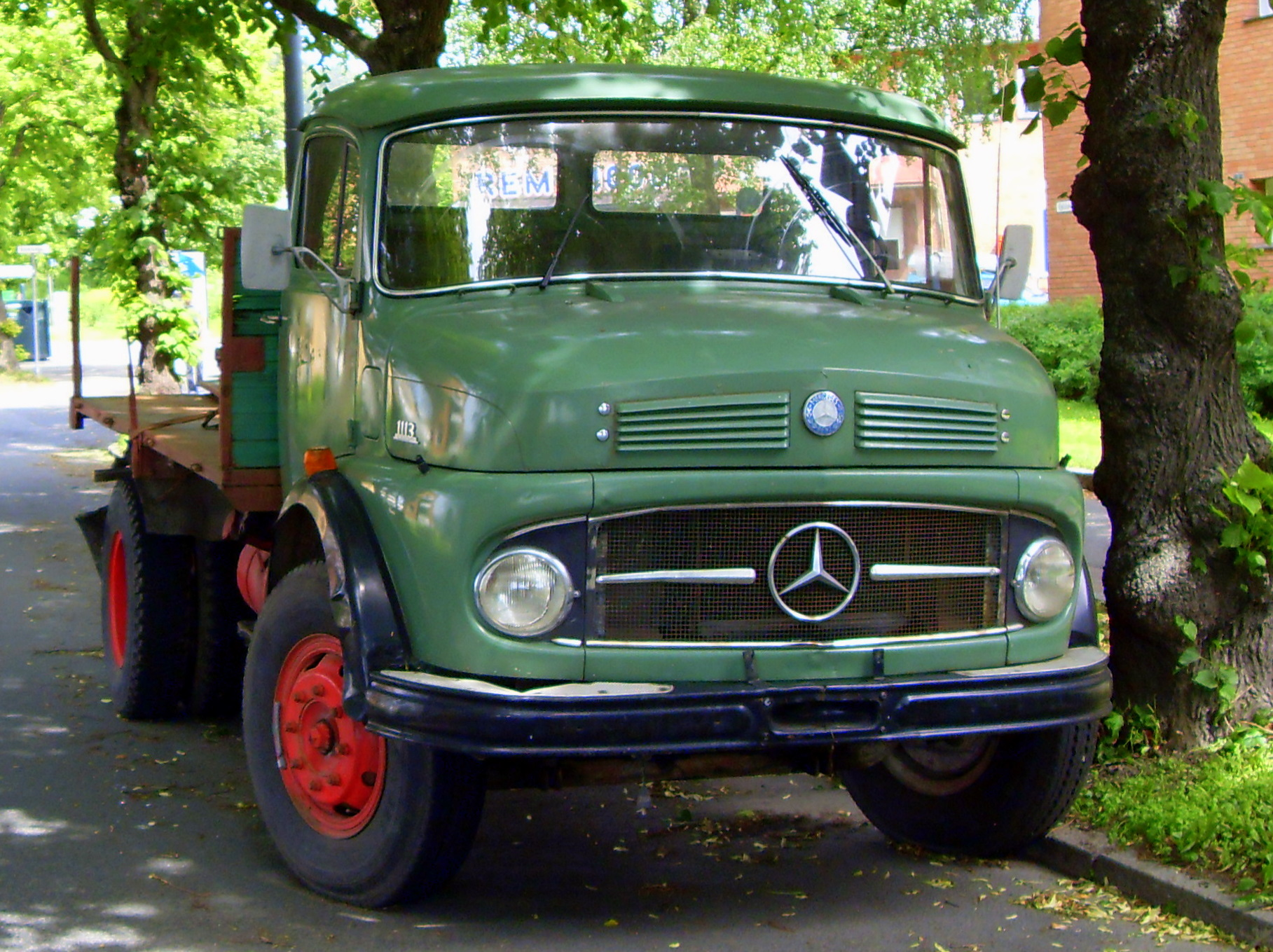
L 1113 (1963–1967), avec pare-brise bas, clignotants sur les ailes.

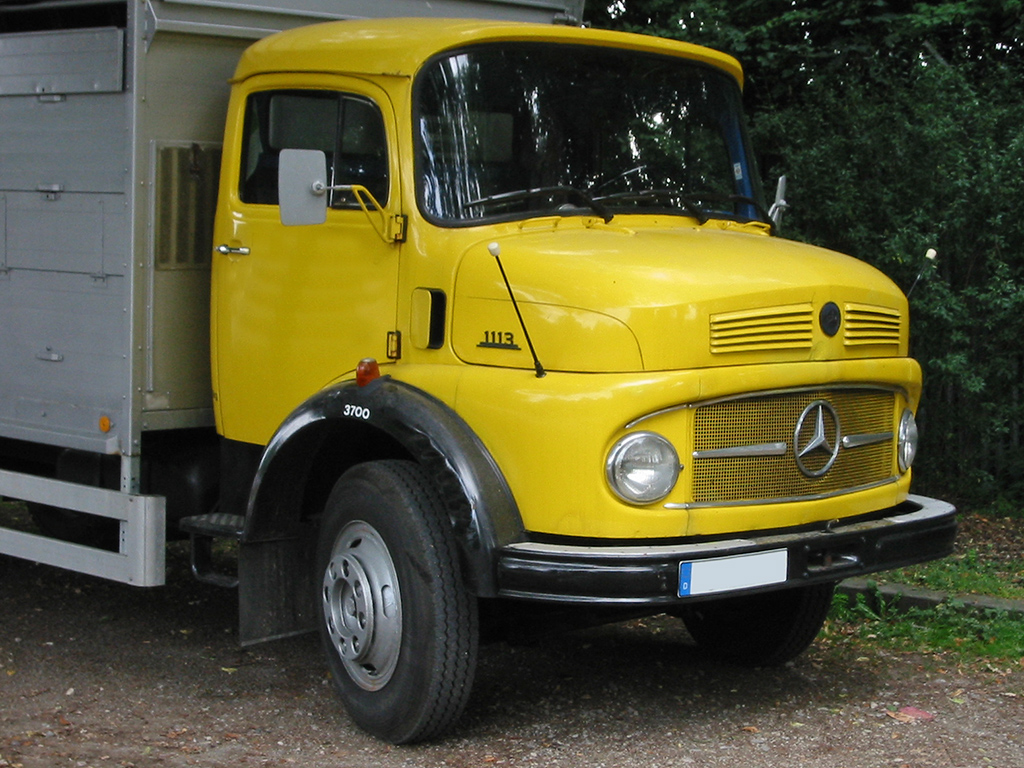
L 1113 (1967–1980), avec pare-brise relevé.

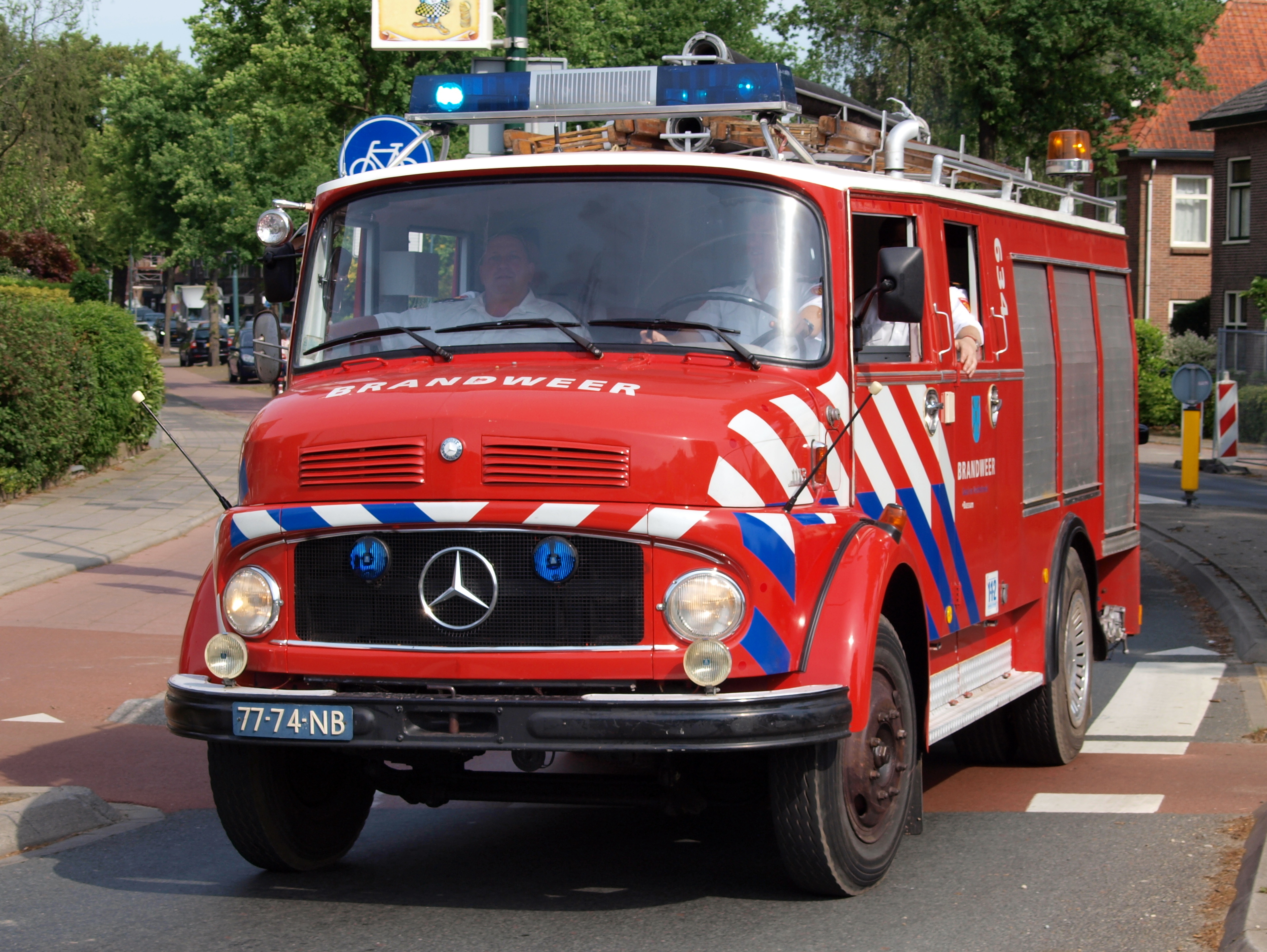
L 1113 (1980–1984), symétrie des phares modifiée et garniture chromée manquante.

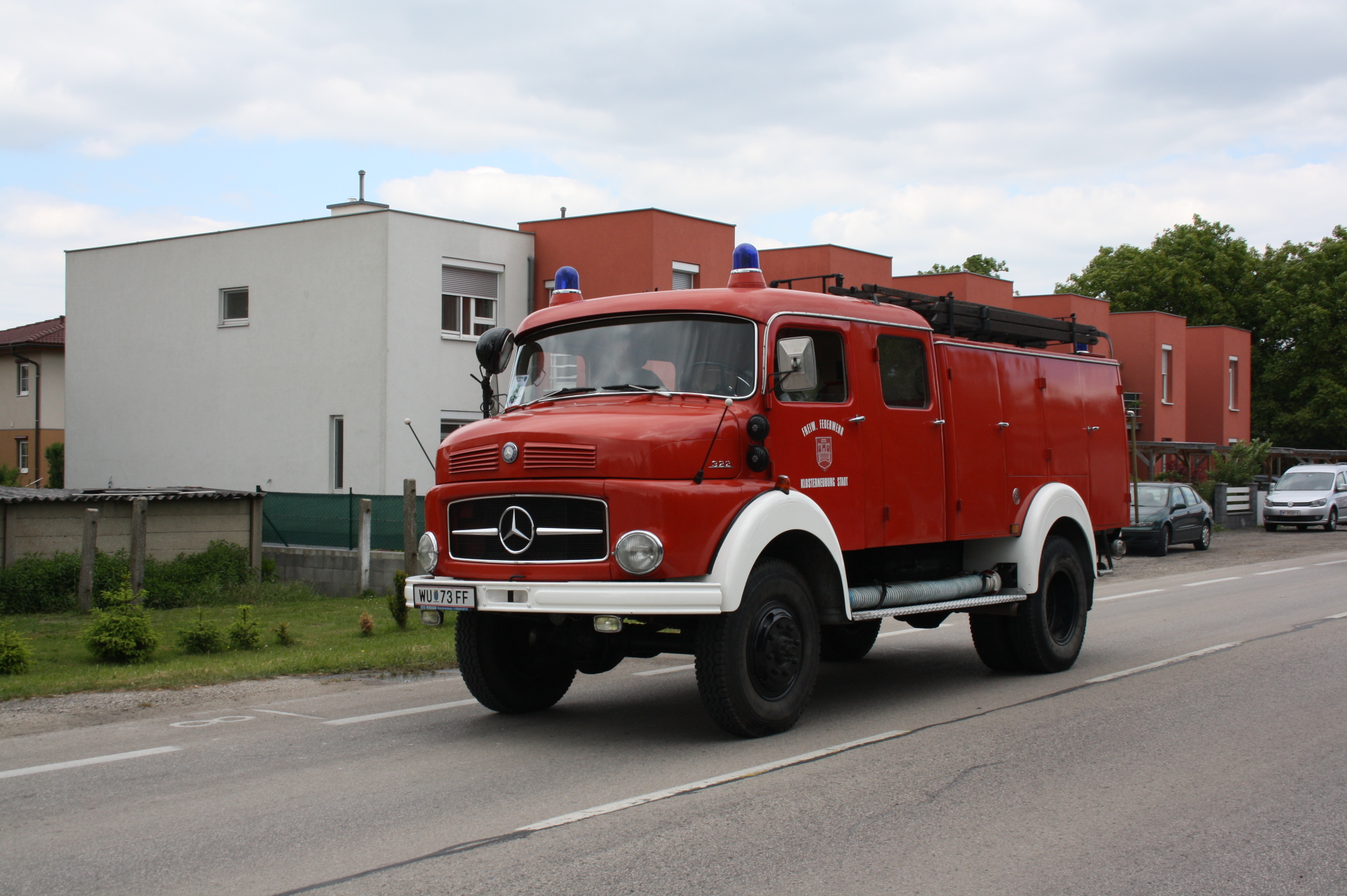
LA 322, les modèles à transmission intégrale se distinguent des modèles à propulsion par le fait qu'ils ont une calandre différente, avec les phares à l'extérieur.

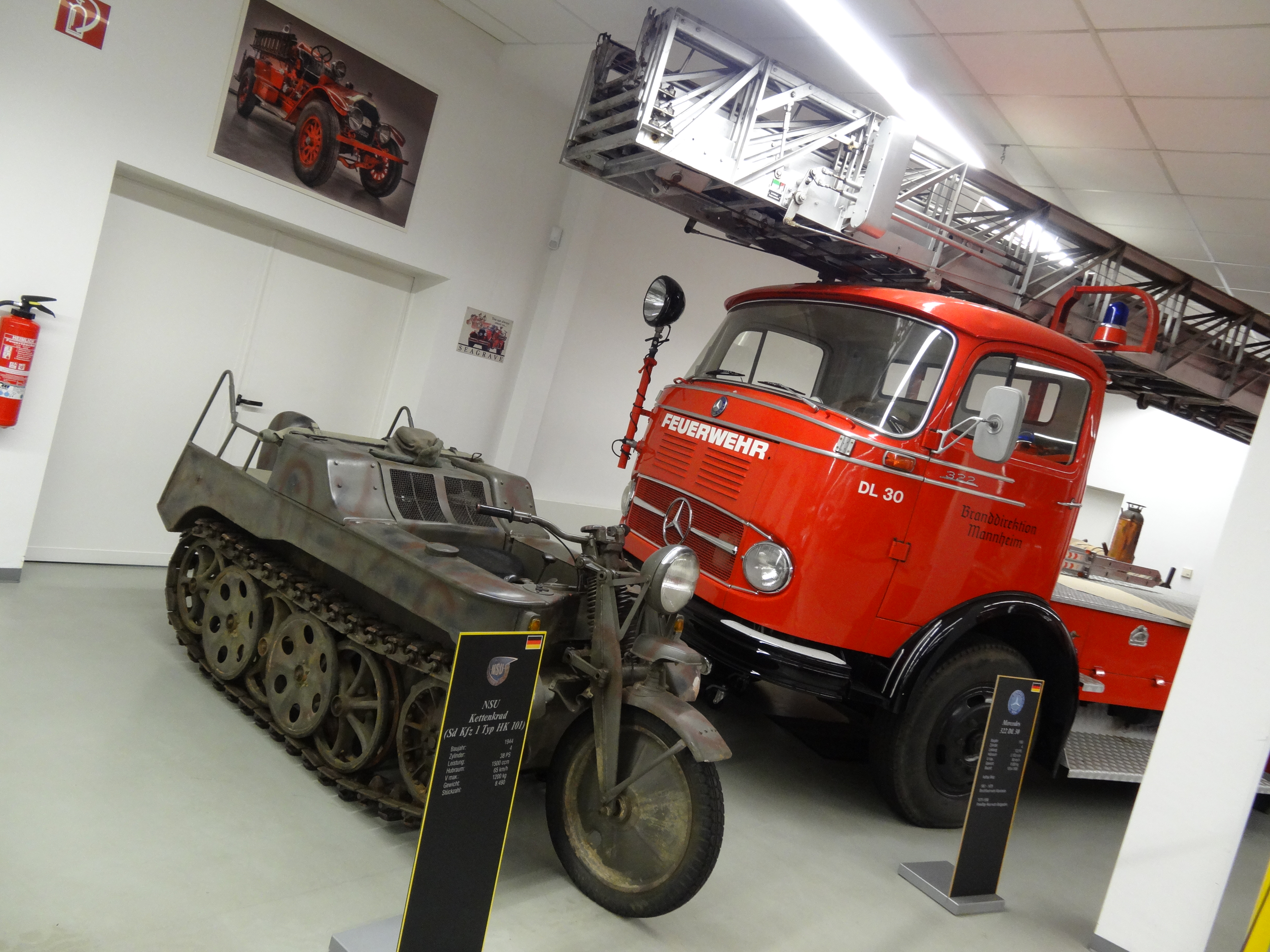
LP 322 (1959–1963), véhicule à traction avant avec cabine sur moteur.

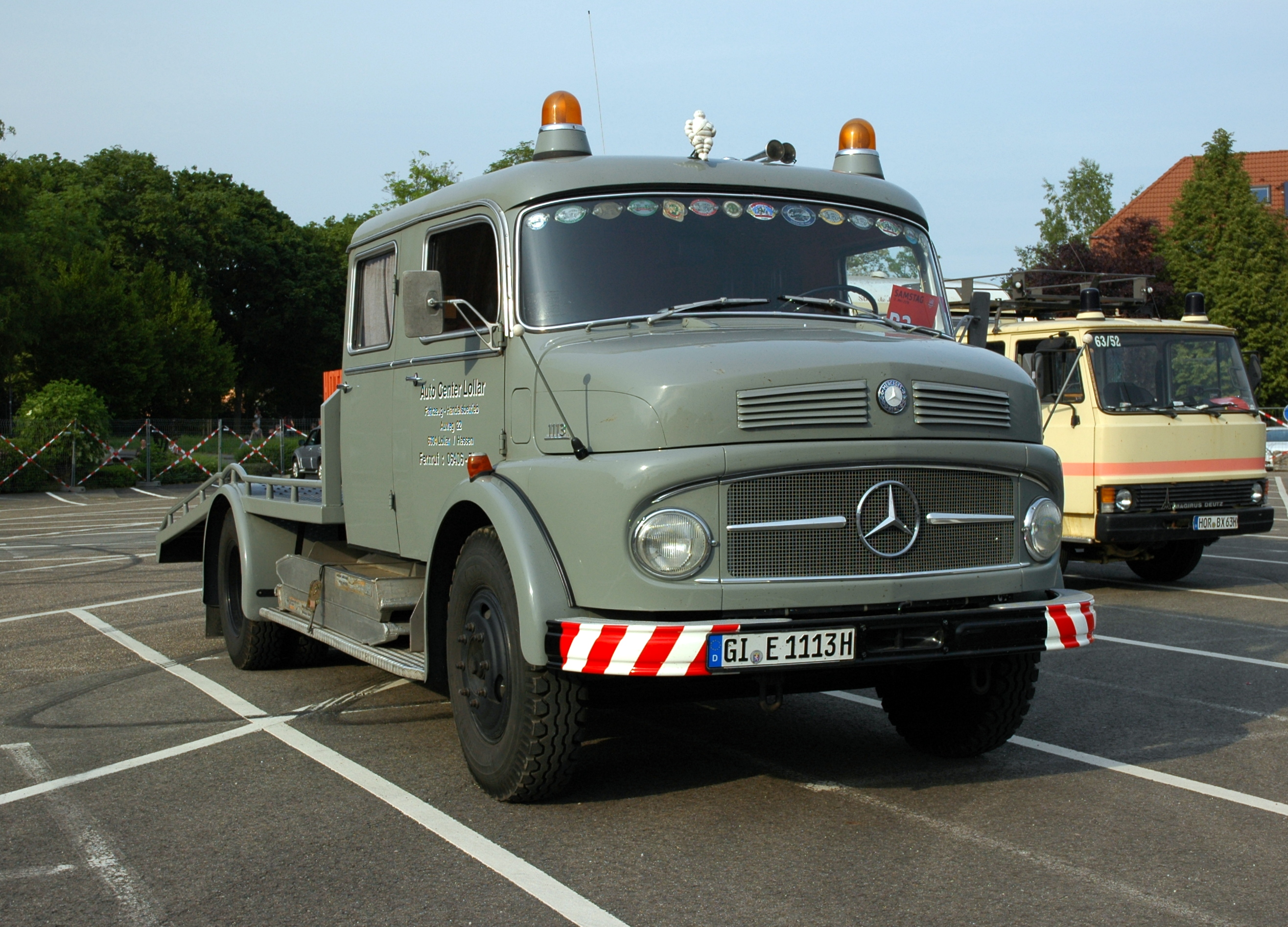
L 1113 en tant que dépanneuse

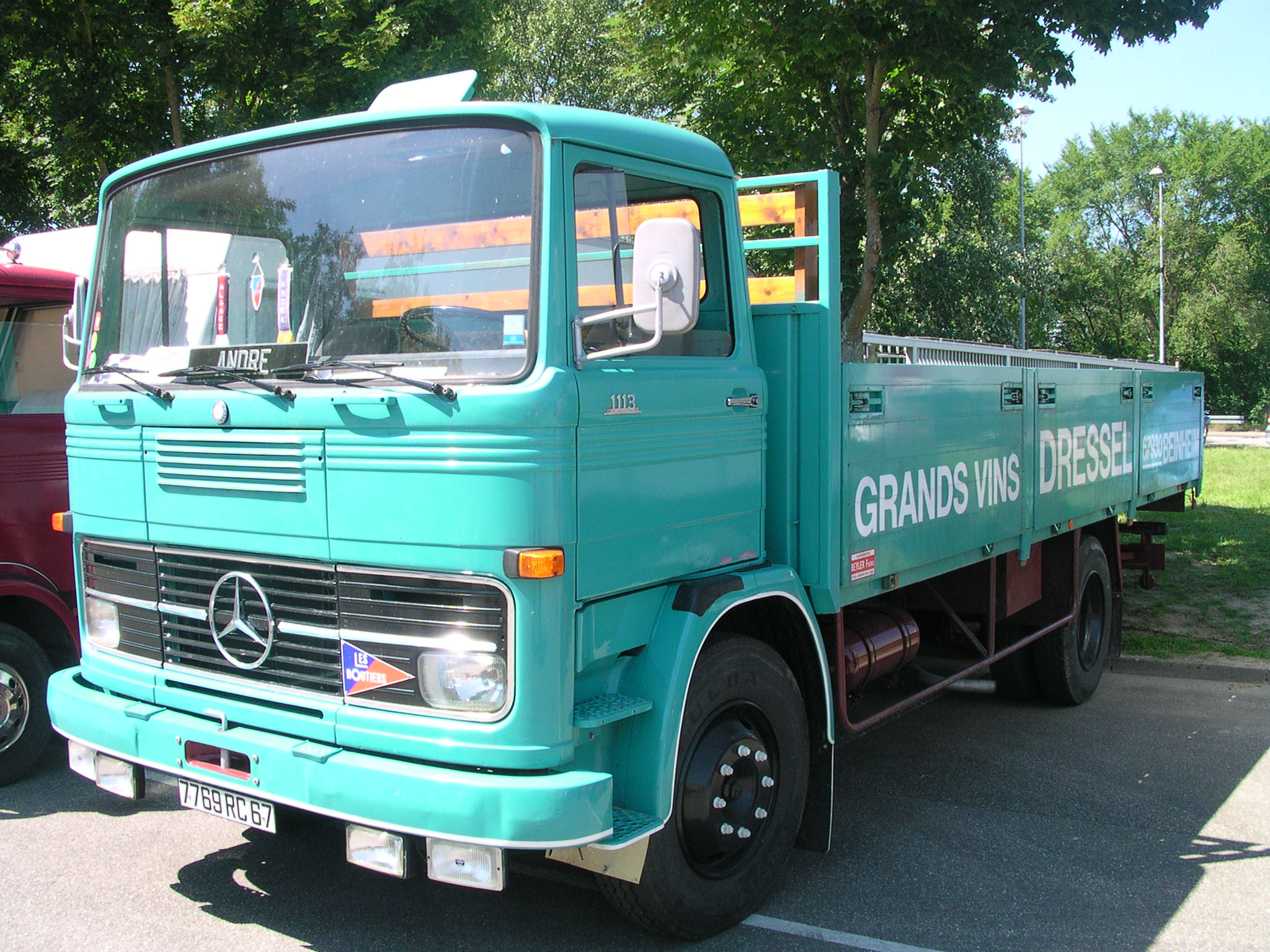
LP 1113 (à partir de 1963), les véhicules à cabine sur moteur les plus récents ont une apparence différente.

Le L 1113 a été créé sur la base des lois de Seebohm. L'objectif de Daimler-Benz était de construire le camion le plus léger possible et avec une surface de chargement aussi grande que possible sans construire de camion à cabine sur moteur, car à la fin des années 1950, il n'était pas prévisible de savoir si un camion à cabine sur moteur deviendrait populaire avec les clients sur le long terme. Ils ont donc opté pour le compromis d'un véhicule à capot court, qui présente les avantages d'un véhicule à capot long mais qui offre bien plus de charge utile et d'espace de chargement. En mars 1959, le camion, initialement connu sous le nom de L 322, est présenté à la presse. De plus, une variante à traction avant était disponible directement d'usine; les précédents camions à traction avant de Mercedes-Benz n'étaient livrés que sous forme de châssis et étaient équipés d'une carrosserie par des sociétés externes.
De 1959 à 1961, le L 322 était propulsé avec les moteurs OM 321, qui produisaient 110 ch/81 kW. À partir de 1961, ils furent suivis par les moteurs OM 322, dont la puissance était initialement de 126 ch/93 kW. À partir de 1963, les véhicules furent rebaptisés L 1113. Les deux premiers chiffres indiquent la masse totale en tonnes, les deux chiffres suivants indiquent un dixième de la puissance du moteur en chevaux. Cette désignation a été conservée même après que la puissance du moteur ait été augmentée par la suite. La deuxième révision de la gamme a eu lieu en 1964, lorsque les moteurs à préchambre OM 322 ont été remplacés par les moteurs OM 352. Les nouveaux moteurs OM 352 se distinguent de leurs prédécesseurs par une injection directe qui vise à réduire la consommation de carburant jusqu'à 15 %. La puissance nominale de 126 ch/93 kW et le couple de 353 Nm n'ont pas changé au départ, mais à partir de 1966, le L 1113 était également disponible avec l'OM 352 A turbocompressé, qui produisait 150 ch/110 kW.
Un autre lifting suivit en 1967, au cours duquel la cabine du conducteur fut redessinée. Ces modèles sont reconnaissables au pare-brise surélevé. Plus tard, un moteur plus puissant fut à nouveau proposé, produisant 168 ch/124 kW. Le dernier lifting du L 1113 a eu lieu en 1980, qui s'est limité à de petites modifications. La production du véhicule a été arrêtée en 1984, quelques véhicules ont également été livrés après cette date; Entre 1982 et 1991, le gouvernement fédéral a acheté un total de 602 véhicules construits sous le nom de LF 16-TS (ceux-ci ont été fabriqués par Lentner, Odenwaldwerke et Magirus-Deutz), qui étaient encore en partie utilisés en 2019,.

## Modèles
La gamme de modèles comprenait les modèles suivants :
- L 1113 : modèle de base, plateau, propulsion
- LK 1113 : benne, propulsion
- LA 1113 : plateau, transmission intégrale
- LAK 1113 : benne, transmission intégrale
- LAF 1113 : camion de pompier, transmission intégrale
- LS 1113 : tracteur, propulsion
- LAS 1113 : tracteur, transmission intégrale
- LP 1113 : cabine sur moteur, propulsion
- LPS 1113 : tracteur à cabine sur moteur, propulsion

## Technologie

### L 322 (1959-1963)

#### Châssis et transmission

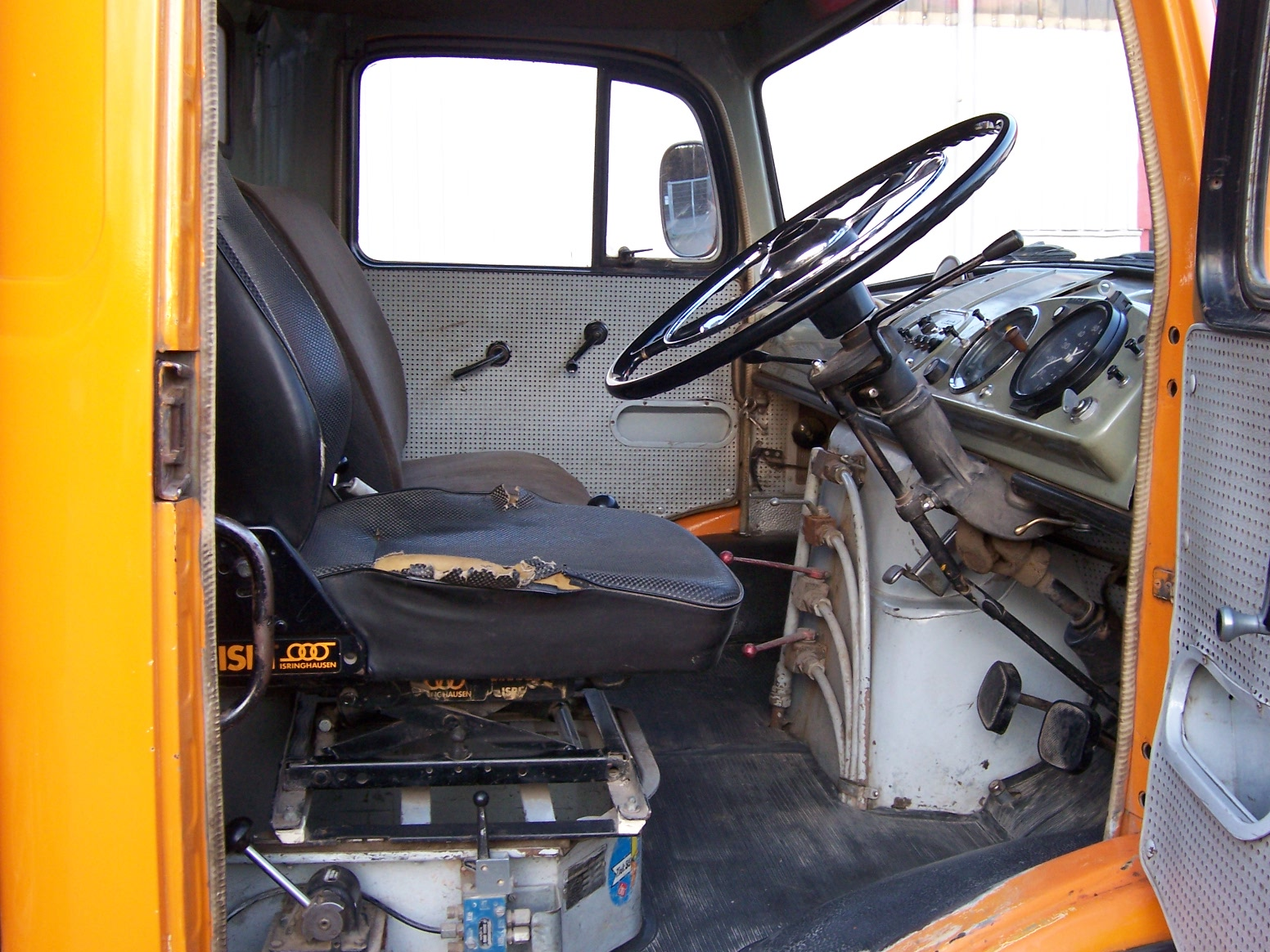
Cabine de conduite d'un véhicule avec conduite à droite.

Le L 322 est un camion à deux essieux avec un châssis en échelle et des essieux avant et arrière rigides. Cinq empattements différents étaient proposés, de 3 200 à 5 170 mm. Les essieux sont chacun suspendus à deux ressorts semi-elliptiques, l'essieu arrière est également doté de deux ressorts supplémentaires à action progressive, tandis que l'essieu avant est également doté d'amortisseurs télescopiques. L'essieu avant est équipé de pneus simples, l'essieu arrière de pneus jumelés. Les pneus eHD Super de taille 8,25-20 sont montés sur des jantes à épaulement biseauté de taille 6,5-20. Outre Daimler-Benz, les fournisseurs du système de freinage étaient Bosch et Teves. Le système de freinage est un système de freinage hydraulique avec une aide au freinage à air comprimé à chambre unique, la force de freinage agit sur des tambours de frein d'un diamètre de 408 mm sur les quatre roues, à l'exception des modèles à transmission intégrale dont le diamètre des tambours de frein avant est de 400 mm. Le frein à main est mécanique et agit sur les freins des roues arrière. La direction est fabriquée par Daimler-Benz et est un système de direction à recirculation de billes avec un tirant non divisé. Tous les véhicules étaient disponibles avec conduite à gauche ou à droite.
La puissance est transférée depuis le moteur vers la transmission via un embrayage à sec monodisque Fichtel & Sachs H 32. La transmission est une boîte de vitesses de Daimler-Benz à cinq vitesses entièrement synchronisée, verrouillée sur le moteur. Il est commuté à l'aide d'un levier de vitesses situé à côté du siège conducteur, qui agit directement sur la transmission. La puissance motrice est transférée depuis la transmission via un arbre à cardan en deux parties vers un entraînement d'essieu à engrenages coniques hypoïdes, qui transfère la puissance à l'essieu arrière.
Les modèles à transmission intégrale disposent de trois arbres de transmission comme élément de transmission de puissance. De plus, ils disposent d'une boîte de transfert avec une roue libre qui a un rapport route ou tout-terrain. Le rapport de démultiplication de la boîte de vitesses sur l'essieu avant est inférieur à 7:1 et sur celui de l'essieu arrière il est de 6,857:1. Sur route, seules les roues arrière sont motrices; si le patinage des roues est trop important, la puissance est également transférée aux roues avant. Les engrenages de différentiels peuvent être verrouillés.

#### Moteur OM 321
Le premier moteur, proposé de 1959 à 1961, était l'OM 321, déjà utilisé dans le Mercedes-Benz L 321. Il s'agit d'un moteur Diesel six cylindres en ligne à quatre temps avec deux soupapes par cylindre, injection par préchambre et refroidissement à eau. Le bloc-cylindres en fonte alliée au chrome et le carter divisé sont constitués d'une seule pièce. Avec un alésage de cylindre de 95 mm et une course de piston de 120 mm, le moteur a une cylindrée totale de 5 103 cm3. Les pistons sont des pistons forgés en alliage léger de Mahle, chacun avec quatre segments de compression et deux segments racleurs d'huile. La puissance est transmise via des bielles divisées en diagonale avec une section en double T vers un vilebrequin forgé à sept roulements et durci aux points d'appui. La bielle et le vilebrequin sont équipés de roulements tri-matériaux avec coquilles de support en acier. Le vilebrequin est équipé de contrepoids et d'amortisseurs de vibrations.
Un quadruple arbre à cames monté sur paliers lisses circule dans le carter et est entraîné par le vilebrequin via des engrenages droits hélicoïdaux. Il actionne les soupapes suspendues verticalement via des poussoirs, des tiges de poussée et des culbuteurs. Chaque cylindre possède une soupape d'admission et une soupape d'échappement. La culasse en fonte alliée au chrome, qui recouvre tous les cylindres, est dotée d'un joint contenant de l'amiante.
La lubrification par circulation sous pression fonctionne avec une pompe à huile à engrenages et un filtre à huile dans le flux principal. Le carburant est nettoyé à travers un filtre à tube en feutre et injecté dans les antichambres à l'aide d'une pompe d'injection Bosch PES 6 A70 B 410 RS 64/7 via des buses d'injection Bosch DNO SD 211. La pompe d'injection dispose d'un contrôleur de vitesse réglable. L'air est purifié avec un filtre à air en papier. Le moteur est refroidi par un refroidisseur tubulaire dont l'air chaud évacué est évacué par un ventilateur.
Ce moteur produit 110 ch/81 kW à 3 000 tr/min et délivre un couple de 299 Nm à 1 600 tr/min.

#### Moteur OM 322
L'OM 322 a été proposé à partir de 1961. Il s'agit d'une variante révisée de l'OM 321, étant également un moteur Diesel six cylindres en ligne à quatre temps avec deux soupapes par cylindre, injection par préchambre et refroidissement à eau. Ce moteur reprend les mêmes caractéristiques essentielles que l'OM 321, mais il a une cylindrée totale de 5 675 cm3 avec un alésage de cylindre de 97 mm et une course de piston de 128 mm. Les pistons ont chacun trois segments de compression et deux segments racleurs d'huile, le premier segment de compression est chromé. La puissance est transmise au vilebrequin via des bielles en acier trempé fendues en diagonale avec une section en double T. Les différences restantes sont les bagues de siège de soupape sur les soupapes d'échappement et une autre pompe d'injection, la pompe Bosch PES 6 A 80 B 410 RS 174/7 avec régulateur de vitesse centrifuge.

### L 1113 (1963-1984)
Le L 322 n'a été initialement que rebaptisé L 1113 en 1963 et n'a donc pas changé techniquement. La différence visuelle entre le L 322 et le L 1113 réside dans la position des clignotants : sur le L 1113, les clignotants avant sont sur les ailes; Cependant, certains L 322 disposent également de cette position de clignotants. Des modifications ont également été apportées au rapport de démultiplication du boîtier de direction, au rapport de démultiplication de la boîte de vitesses à cinq vitesses et donc à la capacité d'huile du carter de boîte de vitesses et, à partir de 1967, à la cabine de conduite. À partir de 1964, le moteur à préchambre OM 322 est remplacé par le moteur à injection directe OM 352.

#### Moteur OM 352
L'OM 352 est également un moteur Diesel six cylindres en ligne à quatre temps avec deux soupapes par cylindre et refroidissement à eau; La principale différence par rapport aux OM 322 et 321 est l'injection directe dans le bol du piston. Le bloc-cylindres du moteur est en fonte spéciale alliée molybdène-chrome, le carter est en fonte grise spéciale alliée. Avec un alésage de cylindre de 97 mm et une course de piston de 128 mm, le moteur a une cylindrée totale de 5 675 cm3. Les pistons sont des pistons forgés en alliage léger de Mahle, chacun avec trois segments de compression et deux segments racleurs d'huile. La puissance est transmise via des bielles en acier trempé divisées en diagonale et à section double T vers un vilebrequin forgé à sept roulements et trempé aux points d'appui. La bielle et le vilebrequin sont équipés de roulements tri-matériaux avec coquilles de support en acier. Le vilebrequin est équipé de contrepoids et d'amortisseurs de vibrations.
Un arbre à cames en acier trempé monté sur quatre paliers lisses circule dans le carter moteur et est entraîné par le vilebrequin via des engrenages droits hélicoïdaux. Il actionne les soupapes suspendues via des tiges de poussée et des culbuteurs. Chaque cylindre possède une soupape d'admission et une soupape d'échappement. La culasse, qui recouvre tous les cylindres et est fabriquée en fonte spéciale alliée au molybdène et au chrome, est scellée au bloc-cylindres avec un joint de culasse contenant de l'amiante.
La lubrification par circulation sous pression fonctionne avec une pompe à huile à engrenages et un filtre à huile dans le flux principal et un filtre à huile dans le flux secondaire. Le carburant est nettoyé à travers un filtre à tube en feutre et injecté dans les évidements du piston à l'aide d'une pompe d'injection Bosch PES 6 A70 C 410 RS 2085 via des buses d'injection Bosch DLLA 150 S 187. La pompe d'injection est équipée d'un régulateur de vitesse centrifuge. L'air est purifié à l'aide d'un filtre à air à bain d'huile. Le moteur est refroidi par un refroidisseur tubulaire dont l'air chaud évacué est évacué par un ventilateur.
Ce moteur produit 126 ch/93 kW à 2 800 tr/min et délivre un couple de 353 Nm à 1 600 tr/min. À partir de 1966, le moteur pouvait également être équipé d'un turbocompresseur, il prend alors la désignation d'OM 352 A, sa puissance était augmentée à 150 ch/110 kW à 2 800 tr/min grâce au turbocompresseur, une autre variante révisée, avec la désignation OM 352 X, produisait 168 ch/124 kW à 2 800 tr/min.

## Production L322 / L1113 et CKD pour le Brésil
| Année              | 1958 | 1959 | 1960 | 1961 | 1962 |  | 1963 | 1964 | 1965 | 1966 | 1967 | 1968  | 1969 | 1970 | total |
| ------------------ | ---- | ---- | ---- | ---- | ---- |  | ---- | ---- | ---- | ---- | ---- | ----- | ---- | ---- | ----- |
| L 322 / L1113      | 16   | 3282 | 6483 | 5011 | 4346 |  | 4930 | 4878 | 4707 | 3754 | 2645 | 2469  | 17   | 0    | 42538 |
| LA 322 / LA 1113   | 0    | 1738 | 2651 | 2389 | 2750 |  | 2859 | 1974 | 1489 | 1124 | 630  | 987   | 161  | 0    | 18752 |
| LP 322 / LP 1113   | 0    | 2224 | 2671 | 1770 | 2227 |  | 1284 | 1661 | 1321 | 813  | 674  | 140   | 89   | 0    | 15594 |
| LAP 322 / LAP 1113 | 0    | 5    | 14   | 23   | 2    |  | 18   | 19   | 10   | 6    | 5    | 1     | 1    | 0    | 104   |
| LP 322 (BR)        | 0    | 0    | 0    | 0    | 0    |  | 0    | 0    | 0    | 0    | 0    | 10200 | 5600 | 0    | 15800 |
| LAP 322 (BR)       | 0    | 240  | 144  | 96   | 0    |  | 150  | 150  | 0    | 500  | 0    | 0     | 0    | 0    | 1280  |

## Production L1113 B
| Année     | 1968 | 1969 | 1970 | 1971 | 1972 | 1973 | 1974 | 1975 | 1976 | 1977 | 1978 | 1979 | 1980 | 1981 | 1982 | 1983 | 1984 | total |
| --------- | ---- | ---- | ---- | ---- | ---- | ---- | ---- | ---- | ---- | ---- | ---- | ---- | ---- | ---- | ---- | ---- | ---- | ----- |
| L 1113 B  | 193  | 3000 | 2756 | 2166 | 1857 | 1823 | 1803 | 3765 | 1853 | 1593 | 1273 | 1533 | 1502 | 2130 | 2120 | 716  | 732  | 30815 |
| LA 1113 B | 41   | 939  | 1065 | 1324 | 1486 | 1639 | 2830 | 1496 | 870  | 691  | 1151 | 675  | 614  | 854  | 822  | 663  | 693  | 17853 |
| LP 1113 B | 2167 | 3761 | 4524 | 4565 | 4113 | 4643 | 3936 | 3042 | 2302 | 0    | 0    | 0    | 0    | 0    | 0    | 0    | 0    | 33053 |